# コロムビアソングス
コロムビアソングス株式会社（英: Columbia Songs Inc.）は、日本コロムビアの子会社で、音楽番組制作や著作権管理を主に行っている会社である。

## 歴史
- 1964年3月 日本コロムビアにあった芸能部がコロムビア音楽興行として分社
- 1965年7月 コロムビア音楽芸能に社名変更
- 1981年9月 コロムビアミュージックプロダクションに社名変更
- 2001年6月 コロムビアミュージックに社名変更
- 2002年10月 コロムビアソングスに社名変更

## 制作番組

### 現在
- 新・平成歌謡塾（2010年10月から）

### 過去
- 平成歌謡塾（1993年1月から2010年9月最終週まで）
- 歌めぐり風だより（1994年10月第1週から2009年9月最終週まで）
- FMバラエティ